# ان‌جی‌سی ۸۱
ان‌جی‌سی ۸۱ (به انگلیسی: NGC 81) یک کهکشان با قدر ظاهری ۱۷٫۷ است که در صورت فلکی زن برزنجیر قرار دارد.